# Barbořin kamenný most
Barbořin kamenný most v Zahrádkách u České Lípy v českolipském okrese je dlouhodobě zařazen mezi nejvíce ohrožené památky v Libereckém kraji.Empírový most z první poloviny 19. století, chráněný jako kulturní památka, leží na trase památné Valdštejnské aleje v centrální části Krajinné památkové zóny Zahrádecko,vyhlášené Ministerstvem kultury České republiky s platností od 1. července roku 1996.
Most je spolu s vodotečí, kterou v těchto místech překlenuje, evidován v katastru nemovitostí k roku 2023 jako majetek České republiky, spravovaný státním podnikem Povodí Ohře.

## Historie
Počátky vytváření komponované kulturní krajiny na Novozámeckém panství (pozn.: název panství je odvozen od někdejšího pojmenování panského sídla v Zahrádkách jako Nový zámek) spadají do zhruba desetiletého období v první polovině 17. století, kdy toto panství patřilo Albrechtovi z Valdštejna a bylo připojeno k jeho Frýdlantskému vévodství. Nový zámek se stal na tomto území přirozeným středem, z něhož vybíhaly jednotlivé cesty. Přímá cesta, lemovaná lípami, která vedla ze zámku jihozápadním směrem přes bažantnici k Žižkově vrchu se zámkem Vítkovcem (Vřískem), patří k dokladům přetváření zdejší krajiny. Dobu vzniku těchto krajinných prvků připomíná označení některých stromů v zahrádeckém zámeckém parku jako Valdštejnovy lípy a pojmenování Valdštejnské aleje, směřující ke staré oboře a někdejšímu vartenberskému sídlu –  zámku Vítkovci. 
Již v uvedeném období musel být součástí této komunikace jistě také most přes Bobří potok, o jeho existenci a podobě však v historické dokumentaci nejsou žádné zmínky. Vznik takzvaného Barbořina mostu je obvykle datován až do roku 1836, tj. do doby, kdy byl majitelem Novozámeckého panství Michael Karel Kounic (1803–1852), syn Vincence Karla Kounice, který ve 20. letech 19. století nechal empírově upravit zahrádecký zámek a nově založil zámeckou zahradu v přírodně krajinářském stylu. Jak vyplývá z dobových dokumentů, uložených ve Státním archivu v Děčíně, Kounicové v této době věnovali velkou pozornost také krajinářským úpravám v širším okolí svého zahrádeckého sídla, zejména v prostoru obory, zámečku Vítkovce a bažantnice s loveckým letohrádkem. Výstavba empírového kamenného mostu byla tedy logicky součástí těchto úprav. 
Zažitý, běžně používaný název mostu „Barbořin most“ je však pozdější a je odvozen od skutečnosti, že až do přelomu 20. a 21. století stály na mostě sochy svaté Barbory a svatého Jana Nepomuckého. Pozoruhodnou skutečností je, že se jednalo o sochy barokní, nejméně o sto let starší, než je samotný most.O tom, kde tyto sochy byly původně umístěny, žádné zmínky v pramenech nejsou.
V průběhu let, zejména v druhé polovině 20. století, most se sochami stále více chátral, jak o tom svědčí i zápis v původním evidenčním listu této kulturní památky z roku 1982. V tomto dokumentu je sice důrazné upozornění, že most chátrá, sochy jsou poškozeny, jejich části chybí a tudiž je nutno památku restaurovat, ale k prvním pokusům o záchranu alespoň částí zmíněné památky došlo až skoro po dvaceti letech od tohoto zápisu. V roce 2001 byly rekonstuovány poškozené sochy sv. Barbory a sv. Jana Nepomuckého, po opravě však nebyly vráceny zpět na své místo, nýbrž byly kvůli chatrnému stavu mostu umístěny v zámeckém parku v Zahrádkách.
V dokumentaci Národního památkové ústavu je sice zdůrazňováno, že sochy by se po opravě mostu měly vrátit na původní místo, jenže ani v průběhu dalších dvou desítek let se v tomto směru nic nezměnilo – a pokud ano, tak spíše k horšímu. Na stránce památkového katalogu NPÚ, vyhrazené popisu kamenného mostu se sochami, je doslova uvedeno (poslední zápis je pravděpodobně z roku 2014): „...Současný stav mostu je havarijní, řada pískovcových kvádrů je rozvalena, leží v potoce apod., most je staticky narušen. Po stranách vozovky chybí kamenné parapety. Most postupně zarůstá vegetace...“.

## Popis

### Most
Dvouobloukový kamenný most překlenuje Bobří potok asi 1,1 km jižněji od zahrádeckého zámku, zhruba uprostřed Valdštejnské aleje.Mostní oblouky spojuje středový pilíř, zakončený na obou stranách, tj. proti i po proudu, břitem. Z této části stavby se však již zachovalo jen torzo. Na mostě bývaly původně také parapetní zídky. Na pilíři stály až do roku 2001 po obou stranách mostu sochy světců, vlevo ve směru od Zahrádek socha sv. Barbory, naproti ní socha sv. Jana Nepomuckého. Ke špatnému stavu mostu přispěly i některé neodborné pokusy o jeho opravu.

### Sochy
Pískovcové barokní sochy z první poloviny 18. století jsou v památkové dokumentaci charakterizovány jako kvalitní sochařská práce. Stály na masívních hranolových podstavcích, se kterými byly přemístěny do zámeckého parku v Zahrádkách. Sokl byl ve spodní části ozdoben girlandou s vavřínovými listy.
Postava svaté Barbory je zobrazena v obvyklém ikonografickém pojetí s výrazným esovitým prohnutím. Svatá Barbora má bohatě řasený oděv a plášť. V levé ruce drží kalich, u nohou má umístěnou stylizovanou věž s cimbuřím, typický atribut této světice. Během rekonstrukce byla soše doplněna chybějící část tváře a pravá ruka. Socha byla původně polychromovaná, jak dokládá nejen historická dokumentace, ale i zbytky barev na některých jejích částech.
Socha sv. Jana Nepomuckého je umístěná na podobném podstavci, jako socha sv. Barbory. Zobrazuje světce rovněž v tradičním pojetí s křížem v pravé ruce. Také postava sv. Jana Nepomuckého byla  v roce 2001 rekonstruována, mj. byla u sochy doplněna uražená hlava světce.

## Barbořin most ve filmu
Bez ohledu na havarijní stav, zdůrazněný každoročními zápisy v dokumentaci Národního památkového ústavu z let 2011 až 2014,byl Barbořin most použit v roce 2019 k natáčení filmových exteriérů. Jednalo se o pohádku Hodinářův učeň režisérky Jitky Rudolfové, natočenou v české a slovenské koprodukci. Ve filmu je zařazena scéna, v níž po zahrádeckém kamenném mostku přejíždí kočár s lakotným hodinářem.

## Okolí a přístup
Kamenný most je de facto součástí památné Valdštejnské aleje, kterou prochází modře značená turistická cesta ze Zahrádek do Holan s odbočkou ke zřícenině romantického letohrádku Jiljov. Asi 50 metrů za mostem se nachází okraj staré bažantnice, v jejíž východní části je ukrytá zřícenina Zahrádeckého letohrádku. Před Barbořiným mostem na odbočce u zaniklé cesty ke kostelu sv. Barbory stával v minulosti hostinec Lindenschänke.
Hlavní brána do obory Vřísek je od mostu vzdálená asi 1,2 km. Podobná vzdálenost dělí od mostu směrem na východ barokní kostel svaté Barbory, který stojí na místě zaniklé vsi Mnichov. 
Státní podnik Lesy ČR umožňuje prohlídku obory a zámečku Vítkovec zpravidla jen během jednoho dne v roce v rámci tzv. Zahrádeckých slavností.

## Galerie

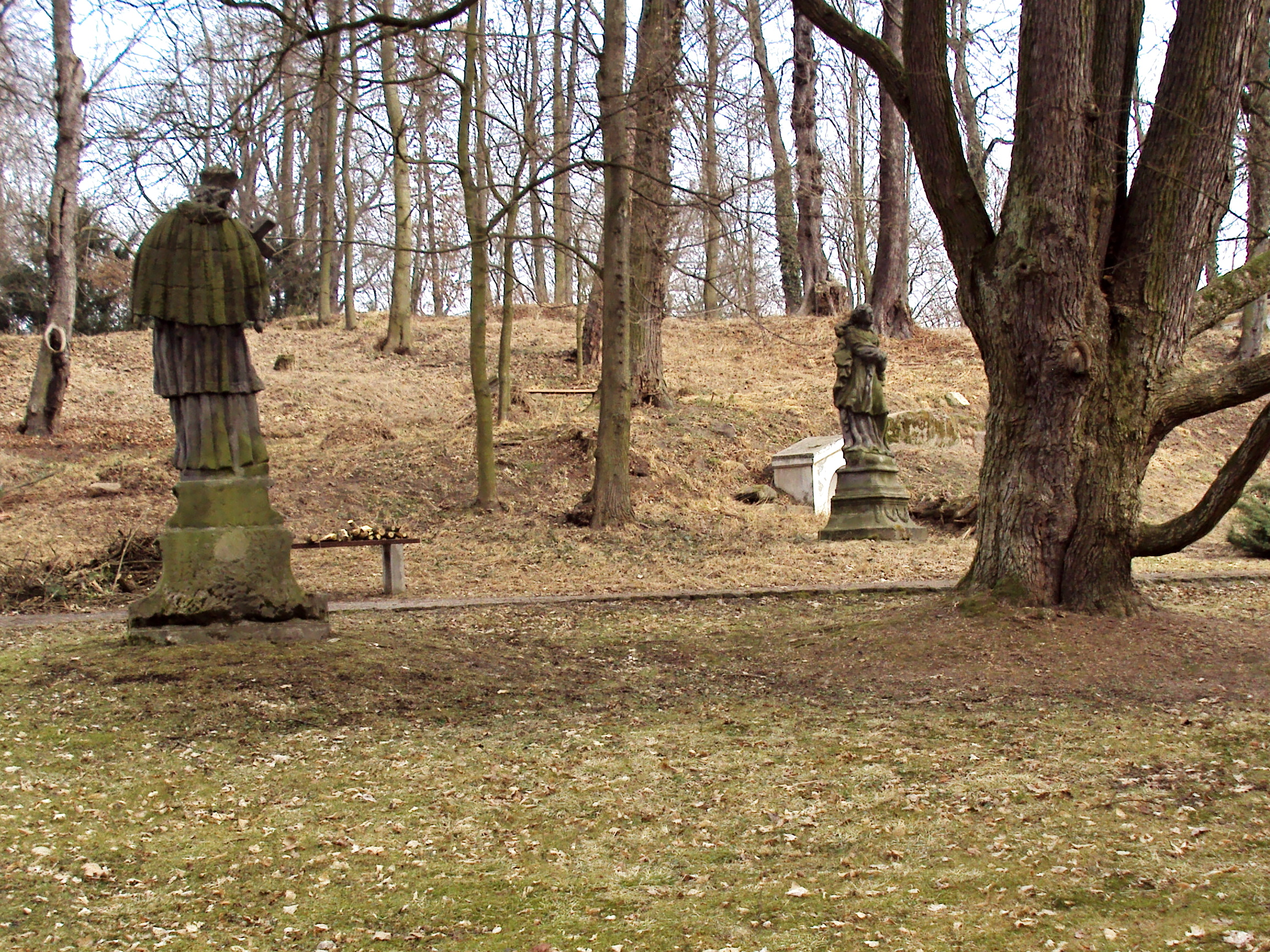
Sochy sv. Jana Nepomuckého a sv. Barbory v zámeckém parku
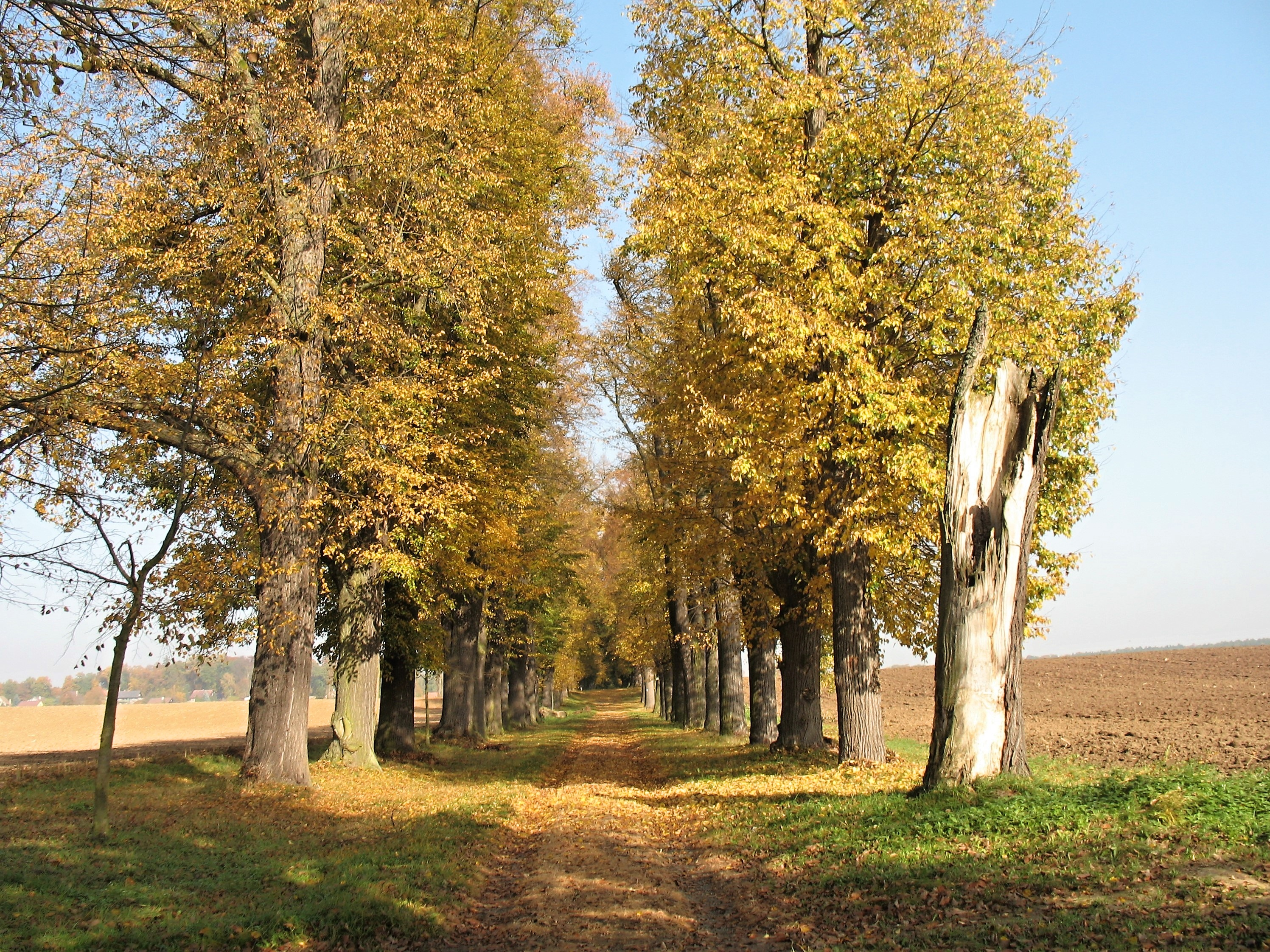
Valdštejnská alej poblíž kamenného mostu
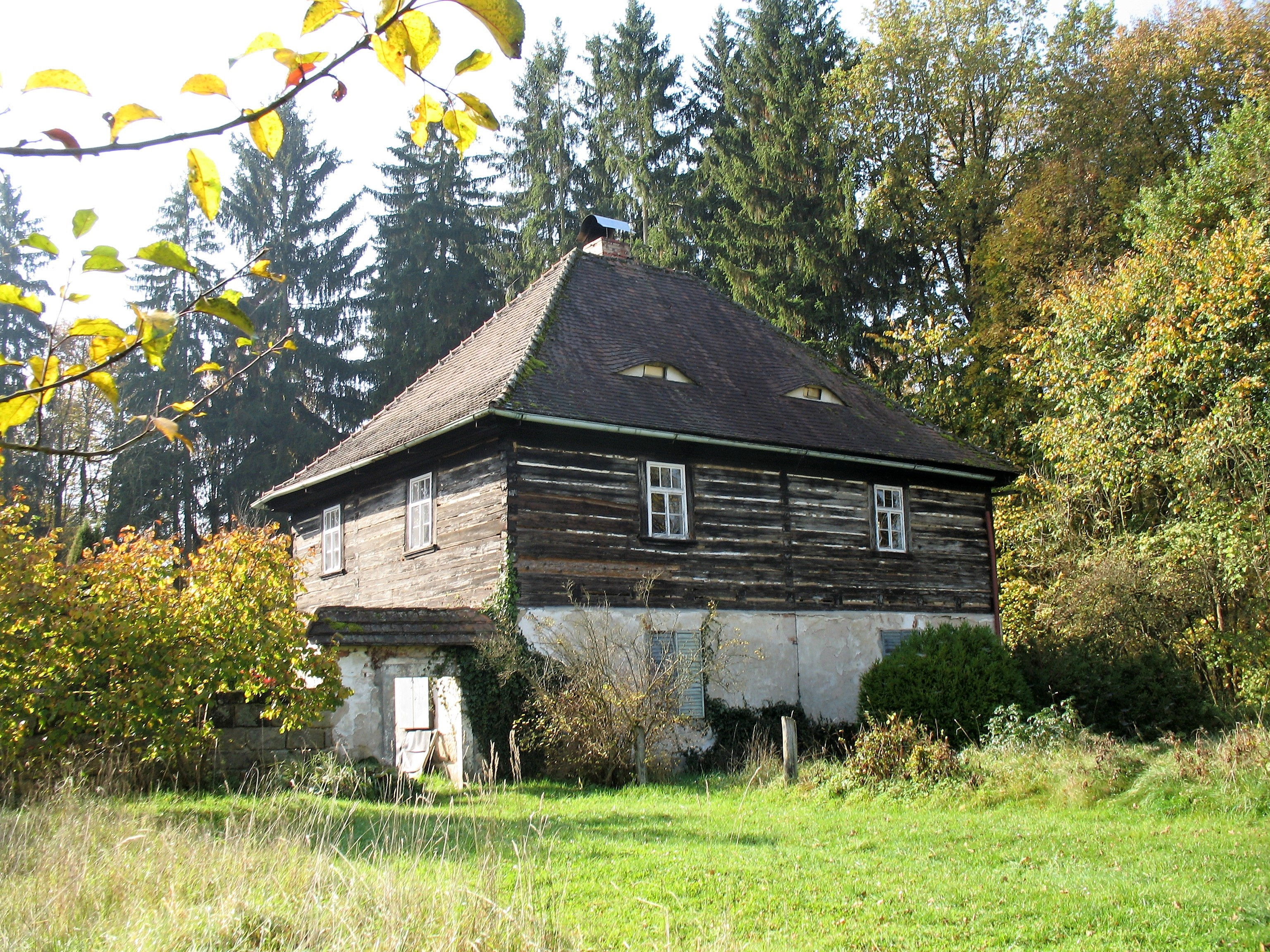
Poloroubený dům nedaleko mostku na okraji staré bažantnice
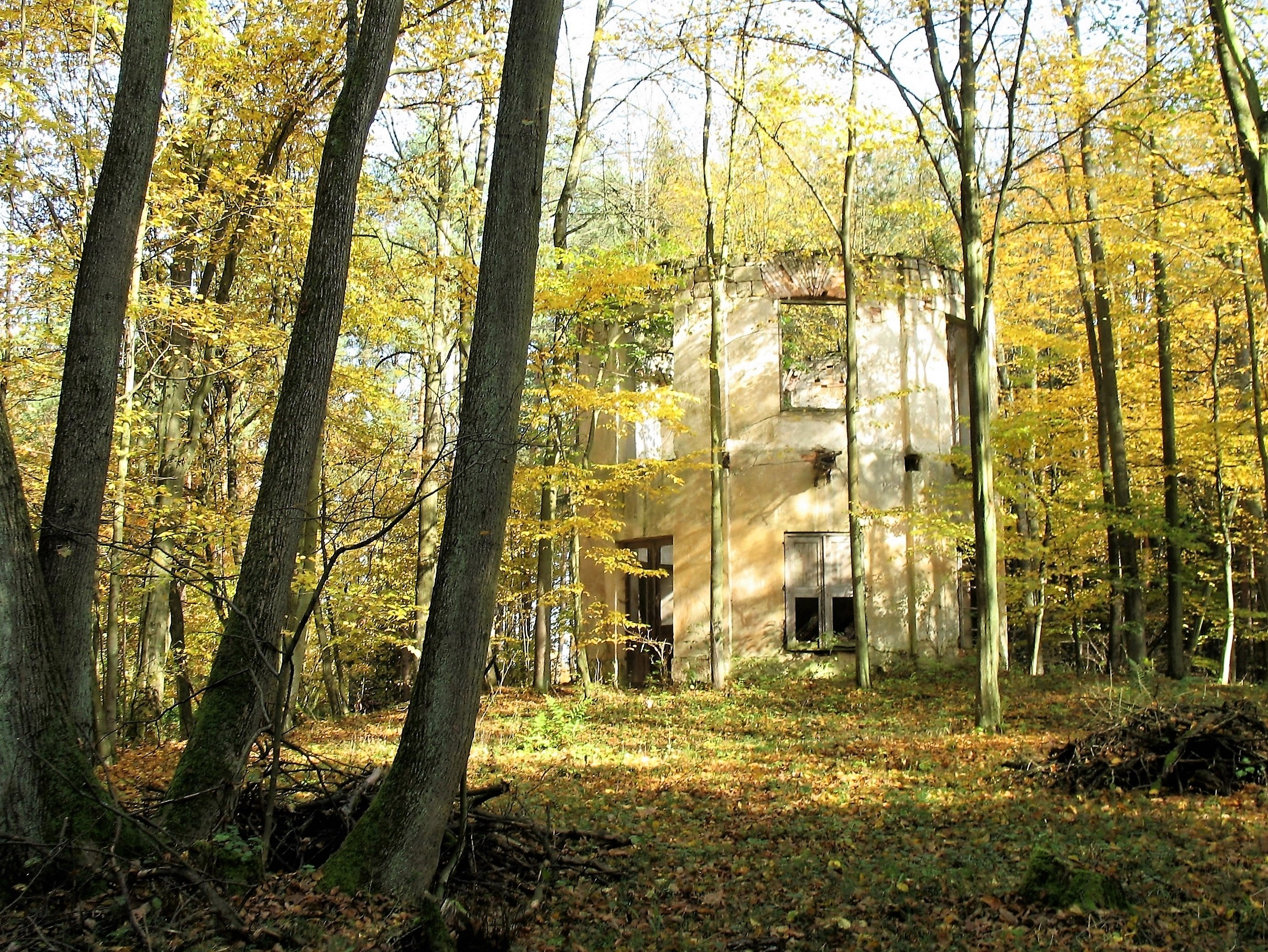
Zřícenina loveckého letohrádku v bažantnici.
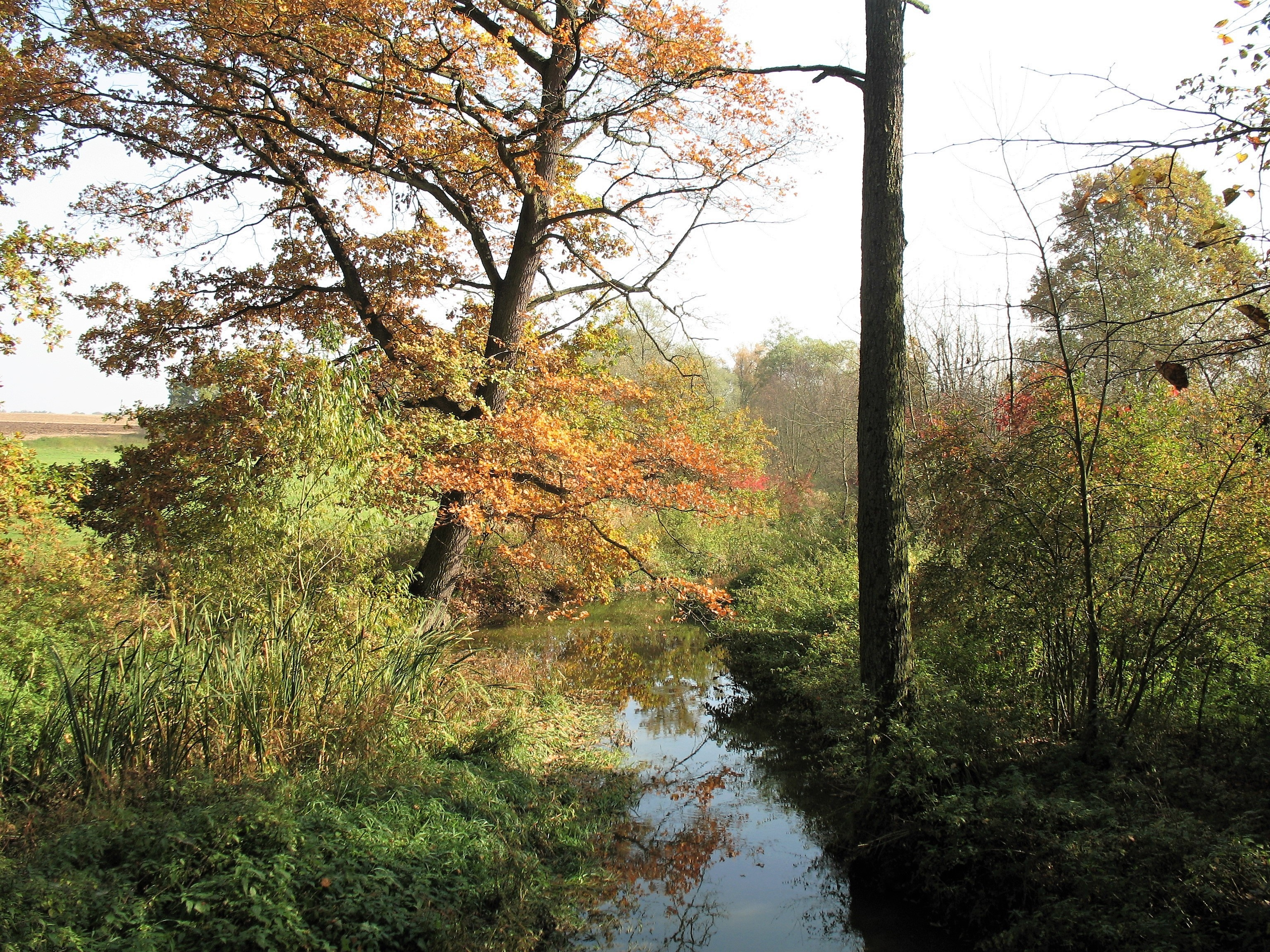
Pohled z mostu po proudu Bobřího potoka
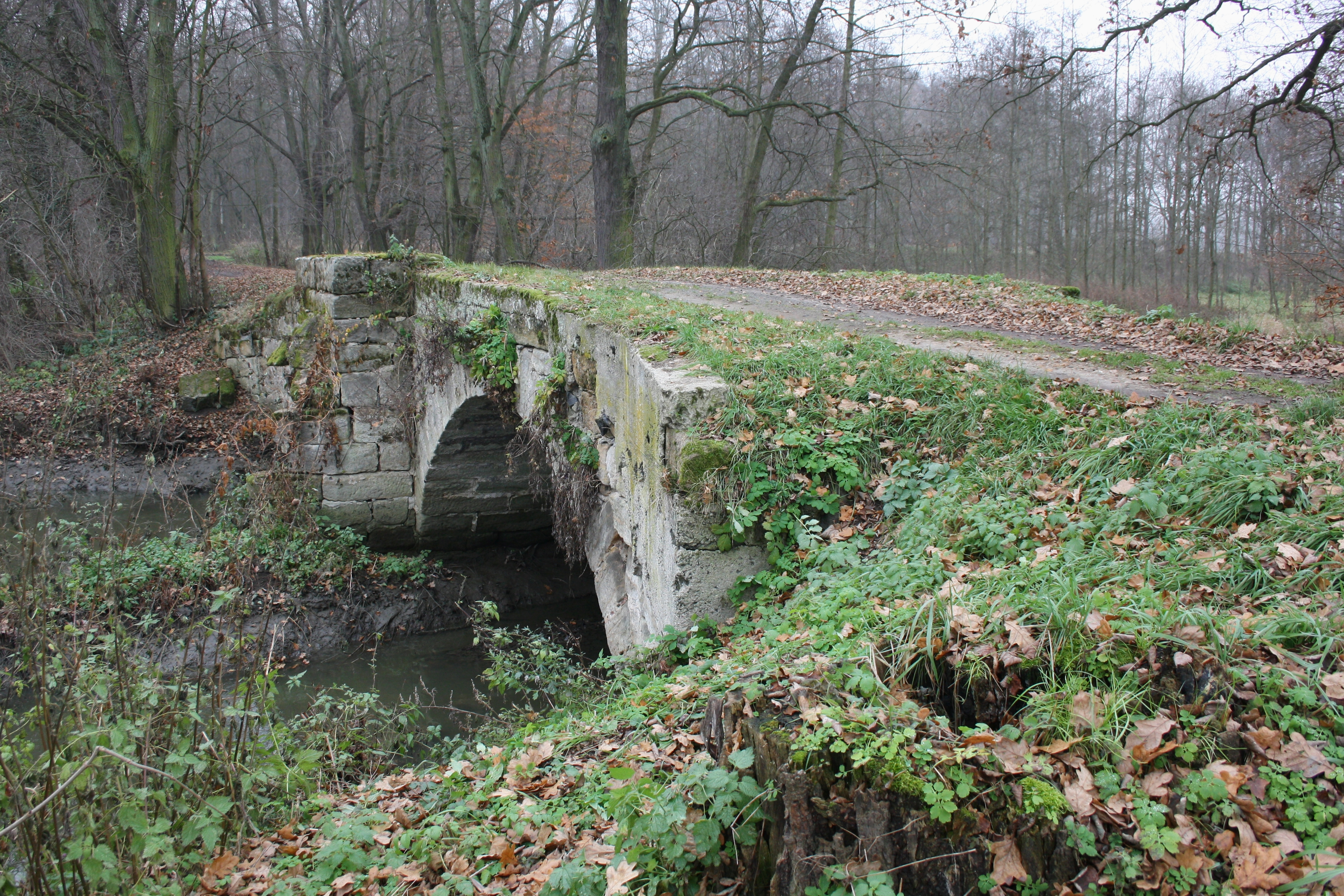
Prázdné místo na pilíři, kde stávala socha sv. Barbory